# Landmaster
El Landmaster (ランドマスター Randomasutā?) es un tanque usado por Fox McCloud en la serie de videojuegos. Star Fox. Hasta la fecha ha aparecido en tres juegos, Star Fox 64 , Star Fox: Assault y Star Fox Zero. Su forma de controlarse es, en su mayor parte, similar al Arwing. Sin embargo, el tanque gira un poco más lento. Los propulsores en la parte interior del tanque le permiten dar vueltas cerradas y rodar de medio lado, y si se activan ambos el tanque puede elevarse y flotar temporalmente.
En ambos juegos, el Landmaster está disponible en modo multijugador. Para Super Smash Bros. Brawl, los tres personajes de Star Fox (Fox, Falco y Wolf) toman control del Landmaster en su Final Smash.

## Historia

### Landmaster enStar Fox 64
El Landmaster en Star Fox 64 sólo fue usado en dos misiones, Titania, donde el jugador se veía forzado a usarlo a causa de las tormentas de arena que cubrían el cielo para poder rescatar a Slippy Toad y en Macbeth, donde había que perseguir un tren enemigo. El diseño del Landmaster era muy básico, tenía un solo canon capaz de lanzar varios disparos por segundo o bombas. También tenía las tradicionales orugas de los tanques. El ángulo de la cámara no se podía cambiar. Los propulsores le daban la capacidad de elevarse y volar distancias cortas. En este juego, el Landmaster no creaba un escudo al rodar de medio lado, a diferencia del Arwing.
Características del Landmaster, del manual oficial de Star Fox 64:
- Longitud: 17.5 metros espaciales (space meters)
- Altura: 8.5 metros espaciales (space meters)
- Velocidad máxima: 207 skm/h (kilómetros espaciales por hora) usando el propulsor.
- Armadura: .65 metros espaciales en el frente y la retaguardia, .45 metros espaciales a los lados
- Armamentos: Un Cañón Láser T&B-J2 y un lanzador de bombas.

Notas: Tanto el Landmaster como el Blue Marine usan componentes en sus sistemas de propulsión desarrollados originalmente para el Arwing. Los tres pueden sintetizar su propio combustible de hidrógeno para sus motores de plasma, dándoles rangos de operación extendidos.

### Landmaster enStar Fox: Assault
El diseño del Landmaster en Star Fox: Assault mejoró enormemente. Ahora se ve mucho más complejo y la torreta ahora puede girar en muchas más direcciones aumentando su efectividad. Tiene cuatro ruedas todo-terreno en lugar de orugas, lo que disminuye su tracción pero aumenta su movilidad, y al rodar de medio lado crea un escudo protector alrededor del vehículo. Desafortunadamente, ya no usa bombas, dispara más lento (aunque la potencia de los disparos es mucho mayor), y su armadura es más ligera. También fue modificado para ataques antiaéreos.

### Landmaster enStar Fox Zero
En Star Fox Zero, el Landmaster mantiene su diseño y manejo visto en Star Fox 64, pero ahora posee la capacidad de transformarse en el Gravmaster, un jet de asalto pesado capaz de lanzar misiles teledirigidos y bombas tradicionales.

### Landmaster en la serieSuper Smash Bros.
En Super Smash Bros. Melee, es posible obtener un trofeo del Landmaster.
En Super Smash Bros. Brawl, Fox, Falco y Wolf toman control del Landmaster para su Smash Final. El diseño del tanque está más basado en su contraparte del Star Fox 64, pero mucho más detallado. En esencia la manera de controlarlo es igual para los tres personajes: dispara con el botón de ataque, elévate con el botón de salto, y gira presionando el control hacia abajo. Sin embargo, entre los tres personajes hay ligeras variaciones. El Landmaster de Fox tiene buena potencia de fuego y tracción, el de Falco decae un poco en estas dos áreas pero lo compensa con sus capacidades en el aire, y finalmente, el de Wolf (aparte de que es de color rojo y negro en vez de azul y blanco) tiene mayor potencia de fuego y maniobrabilidad que los otros dos, pero con la desventaja de que su tiempo de duración es menor.
- Datos: Q1171240